# Студенец (Логойский район)
Студенец — деревня в Логойском районе Минской области (Беларусь). Деревня расположена около республиканской трассы Р-63. В деревне 8 дворов.
Недалеко от деревни сохранились руины часовни.

## История
По месному преданию в XIX веке в полукилометре от деревни некая графиня для своей умершей дочки возвела часовню. В XX веке в шляхетском застенке Студенец Хатаевической (Сейчас деревня Октябрь Логойского района) парафии жили одни католики. Небольшая часовня, прямоугольная в плане, с полукруглой апсидой, была построена из кирпича и оштукатурена. Под полом был сделан склеп для захоронений. Часовня была разрушена во время Великой Отечественной войны. На сегодняшний день можно увидеть руины стен.